# اولریکا لیندستروم
اولریکا لیندستروم (انگلیسی: Ulrica Lindström؛ زادهٔ ۳۰ مارس ۱۹۷۹) بازیکن هاکی روی یخ اهل سوئد است.